# Be Alright
Be Alright ist ein Lied des australischen Singer-Songwriters Dean Lewis aus seinem Debütalbum A Place We Knew. Es wurde hiermit mehrmals für die ARIA Awards nominiert.

## Geschichte
Der Song entstand laut Lewis aus mehreren Beziehungen seinerseits und seiner Freunde. Er sammelte die Erfahrungen und schrieb einen Song über all diese. Nachdem er den Song herausbrachte, sagte er, dass es ihm gut ginge und niemand sich Sorgen machen müsse, da er diesbezüglich einige Fragen bekam. Er fügte hinzu, dass der Song eher die Hoffnung auf Besseres symbolisieren sollte.
Das Musikvideo auf YouTube wurde am 12. Juli 2018 veröffentlicht. Es wurde mithilfe von Jessie Hill in Mexiko-Stadt gedreht.

## Text
Im Hauptteil des Liedes, dem Refrain geht es darum, dass ein Freund des Autors ihm sagt, er soll loslassen und weitermachen und dieser Liebe nicht zu lange nachtrauern:

„And my friend said.

I know you love her, but it’s over, mate.

It doesn’t matter, put the phone away.

It’s never easy to walk away, let her go.

It’ll be okay.

It’s gonna hurt for a bit of time.

So bottoms up, let’s forget tonight.

You’ll find another and you’ll be just fine.

Let her go.“

In der ersten Strophe handelt es sich darum, dass die Freundin des Autors ihm gesteht, dass sie ihn mit seinem „Kumpel“ betrog: „You say the cigarettes on the counter weren’t your friend’s, they were my mate’s“. Die zweite Strophe handelt von der Phase, in der er ihr nachtrauert und sich immer wieder an die Zeit zurück erinnert: „And everything I know tells me that I should walk away, but I just want to stay“. Gegen Ende des Liedes erkennt der Autor schließlich, dass nichts so gut heilen kann, wie die Zeit: „But nothing heals, the past like time“.

## Rezensionen
Allison Gallagher von The Brag Magazine fand den Song ‚atemberaubend‘ und ‚herzzerreißend‘. Auch das Vents Magazine sagte ähnliche Dinge über den Song und fügte hinzu, es sei ein riesiger Schritt Richtung Erfolg für Dean Lewis.

## Kommerzieller Erfolg

### Chartplatzierungen
| ChartsChartplatzierungen       | Höchstplatzierung | Wochen |
| ------------------------------ | ----------------- | ------ |
| Australien (ARIA)              | 1 (50 Wo.)        | 50     |
| Deutschland (GfK)              | 8 (36 Wo.)        | 36     |
| Österreich (Ö3)                | 7 (34 Wo.)        | 34     |
| Schweiz (IFPI)                 | 6 (43 Wo.)        | 43     |
| Vereinigte Staaten (Billboard) | 23 (29 Wo.)       | 29     |
| Vereinigtes Königreich (OCC)   | 11 (20 Wo.)       | 20     |

| ChartsJahrescharts (2018) | Platzierung |
| ------------------------- | ----------- |
| Australien (ARIA)         | 4           |
| Deutschland (GfK)         | 84          |
| Österreich (Ö3)           | 34          |
| Schweiz (IFPI)            | 51          |

| ChartsJahrescharts (2019)      | Platzierung |
| ------------------------------ | ----------- |
| Australien (ARIA)              | 27          |
| Deutschland (GfK)              | 66          |
| Schweiz (IFPI)                 | 46          |
| Vereinigte Staaten (Billboard) | 54          |

| ChartsJahrescharts (2020) | Platzierung |
| ------------------------- | ----------- |
| Australien (ARIA)         | 67          |

### Auszeichnungen für Musikverkäufe
| Land/Region                  | Auszeichnungen für Musikverkäufe (Land/Region, Auszeichnung, Verkäufe) | Verkäufe   |
| ---------------------------- | ---------------------------------------------------------------------- | ---------- |
| Australien (ARIA)            | 16× Platin                                                             | 1.120.000  |
| Belgien (BRMA)               | 2× Platin                                                              | 80.000     |
| Brasilien (PMB)              | Diamant                                                                | 160.000    |
| Dänemark (IFPI)              | 5× Platin                                                              | 450.000    |
| Deutschland (BVMI)           | 3× Gold                                                                | 900.000    |
| Frankreich (SNEP)            | Diamant                                                                | 333.333    |
| Italien (FIMI)               | Platin                                                                 | 50.000     |
| Kanada (MC)                  | 9× Platin                                                              | 720.000    |
| Neuseeland (RMNZ)            | 6× Platin                                                              | 180.000    |
| Niederlande (NVPI)           | 2× Platin                                                              | 160.000    |
| Norwegen (IFPI)              | 6× Platin                                                              | 360.000    |
| Österreich (IFPI)            | Platin                                                                 | 30.000     |
| Polen (ZPAV)                 | 3× Platin                                                              | 150.000    |
| Portugal (AFP)               | 2× Platin                                                              | 20.000     |
| Schweden (IFPI)              | 7× Platin                                                              | 560.000    |
| Spanien (Promusicae)         | Platin                                                                 | 60.000     |
| Vereinigte Staaten (RIAA)    | 5× Platin                                                              | 5.000.000  |
| Vereinigtes Königreich (BPI) | 3× Platin                                                              | 1.800.000  |
| Insgesamt                    | 1× Gold · 70× Platin · 2× Diamant ·                                    | 12.133.333 |

Hauptartikel: Dean Lewis/Auszeichnungen für Musikverkäufe